# (100123) 1993 QU5
(100123) 1993 QU5 es un asteroide perteneciente al cinturón de asteroides, descubierto el 17 de agosto de 1993 por Eric Walter Elst desde el Sitio de Observación de Calern, Caussols, Francia.